# سنیساته

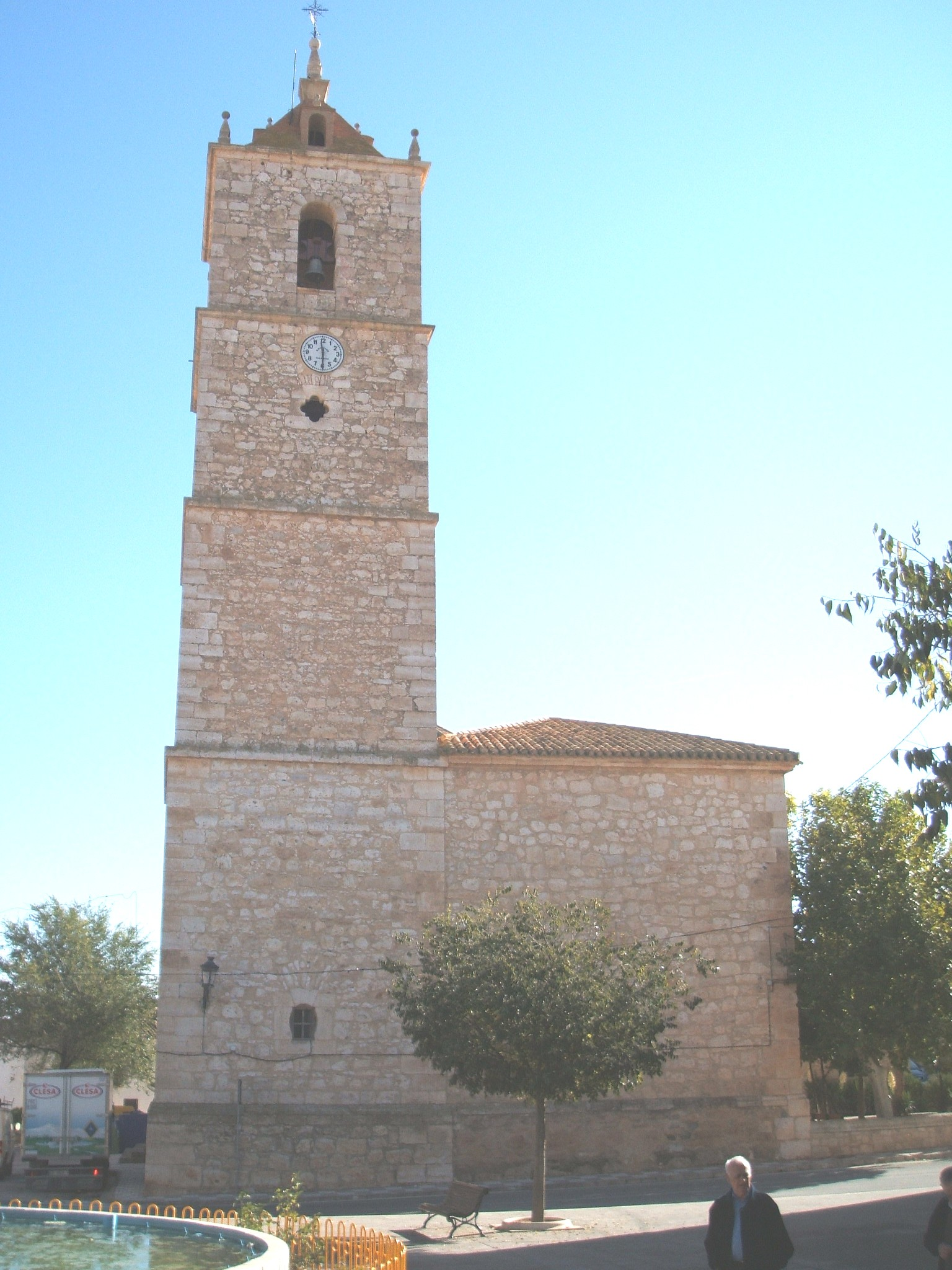
نمایی از ساختمان کلیسای سنیساته در استان آلباستهٔ اسپانیا - ۲۰۰۶

سنیساته دهستانی در استان آلباستهٔ اسپانیا است.
در این دهستان ۱۲۳۹ نفر زندگی می‌کنند. مساحت این دهستان ۶۲٫۹۴ کیلومتر مربع است.